# Bae Gi-ung
Bae Gi-ung (ur. 7 czerwca 1974) – południowokoreański pięściarz. Uczestniczył w letnich igrzyskach olimpijskich w 1996 roku.  
Podczas letnich igrzysk olimpijskich w 1996 roku wystąpił w wadze koguciej, wygrywając pierwszą walkę (runda 1/32) z Filipińczykiem Virgilio Vicerą 8:4, a następnie przegrywając w kolejnej rundzie (1/16) z reprezentantem Mongolii Tseyen-Oidovyn Davaatserenem 10:11.